# Capil·lar limfàtic
Els capil·lars limfàtics són microvasos minúsculs i de parets primes situats als espais entre les cèl·lules (excepte en el sistema nerviós central i teixits) no vasculars que serveixen per drenar i processar el líquid extracel·lular. En entrar a la llum d'un capil·lar limfàtic, el líquid recollit es coneix com a limfa. Cada capil·lar limfàtic transporta la limfa cap a un vas limfàtic, que al seu torn es connecta a un gangli limfàtic, una petita glàndula en forma de mongeta que filtra i controla el líquid limfàtic per detectar-hi infeccions. En última instància, la limfa és retorna a la circulació venosa.
Els capil·lars limfàtics són una mica més grans de diàmetre que els capil·lars sanguinis i tenen extrems tancats (a diferència de l'estructura de bucle dels capil·lars sanguinis, que connecten els capil·lars arterials amb els venosos). Els capil·lars limfàtics es col·loquen estratègicament entre els capil·lars relacionats sanguinis per tal de tenir una captació eficient i eficaç del líquid intersticial durant l'intercanvi capil·lar. Aquesta formació intencionada permet una recollida més ràpida i contínua. La seva estructura única permet que el líquid intersticial flueixi cap a ells. Els extrems de les cèl·lules endotelials que formen la paret d'un capil·lar limfàtic se superposen. Quan la pressió és més gran al líquid intersticial que a la limfa, les cèl·lules se separen lleugerament, com l'obertura d'una porta oscil·lant unidireccional, i el líquid intersticial entra al capil·lar limfàtic. Quan la pressió és més gran dins del capil·lar limfàtic, les cèl·lules s'adhereixen més estretament i la limfa no pot tornar a escapar al líquid intersticial. Enganxats als capil·lars limfàtics hi ha filaments d'ancoratge, que contenen fibres elàstiques. Aquestes fibres s'estenen des del capil·lar limfàtic als teixits circumdants. Quan l'excés de líquid intersticial s'acumula i provoca inflor dels teixits, els filaments d'ancoratge s'estiren, fent que les obertures entre les cèl·lules siguin encara més grans de manera que pugui fluir més líquid al capil·lar limfàtic.
Els capil·lars limfàtics tenen una pressió oncòtica interna més gran que els capil·lars sanguinis, a causa de la major concentració de proteïnes plasmàtiques presents.